# Stazione di Fiumetorto
La stazione di Fiumetorto è una stazione ferroviaria posta sulle linee Palermo-Messina, Palermo-Agrigento e Palermo-Catania a servizio dell'area industriale di Termini Imerese.
Posta alle falde del Monte Euraco, si trova nell'area industriale del comune di Termini Imerese. La stazione deriva il proprio nome dal fiume Torto nella cui valle insistono gli impianti e parte delle linee ferroviarie.

## Storia
La stazione fu attivata nel 1869, con l'apertura della tratta della linea Palermo-Agrigento, da Termini Imerese verso Cerda. Divenne in seguito una stazione di bivio con l'apertura nel 1887 della diramazione per Cefalù, primo tratto della ferrovia Palermo-Messina non in comune con la ferrovia Palermo-Agrigento. Nel 1960 fu raddoppiata la linea fra Fiumetorto e Palermo ma rimase il binario unico dalle due diramazioni per Messina e Agrigento.
Nel 1970, con l'apertura dello stabilimento Fiat di Termini Imerese lo scalo assunse un rilevante peso nella mobilitazione delle merci e dei passeggeri (gli operai diretti alle officine). La stazione venne ampliata per porre più binari al servizio dei carri bisarca che raggiungevano il nord Italia colmi di auto della FIAT. La stessa Fiat negli anni successivi spostò parte del traffico merci su gomma e via mare facendo sempre meno uso dello scalo. Con la chiusura dello stabilimento e i concomitanti lavori di ammodernamento e raddoppio della ferrovia Palermo-Messina, nel tratto Fiumetorto-Cefalù, avviati nel 2009, Trenitalia ha deciso di chiudere al traffico passeggeri la stazione.
Era prevista la creazione della ferrovia a scartamento ridotto Fiumetorto-Nicosia, ma non fu mai realizzata.